# Астор (Флорида)
Астор (англ. Astor) — переписна місцевість (CDP) в США, в окрузі Лейк штату Флорида. Населення — 1759 осіб (2020).

## Географія
Астор розташований за координатами 29°9′59″ пн. ш. 81°32′6″ зх. д. / 29.16639° пн. ш. 81.53500° зх. д. (29.166303, -81.534873).  За даними Бюро перепису населення США в 2010 році переписна місцевість мала площу 6,48 км², з яких 6,02 км² — суходіл та 0,47 км² — водойми. В 2017 році площа становила 6,87 км², з яких 6,05 км² — суходіл та 0,82 км² — водойми.

## Демографія
Згідно з переписом 2010 року, у переписній місцевості мешкало 1556 осіб у 673 домогосподарствах у складі 438 родин. Густота населення становила 240 осіб/км².  Було 1084 помешкання (167/км²).
Расовий склад населення:
| - 88,0 % — білих - 1,8 % — корінних американців - 0,1 % — чорних або афроамериканців - 8,2 % — осіб інших рас |

До двох чи більше рас належало 1,9 %. Частка іспаномовних становила 15,7 % від усіх жителів.
За віковим діапазоном населення розподілялося таким чином: 18,4 % — особи молодші 18 років, 54,4 % — особи у віці 18—64 років, 27,2 % — особи у віці 65 років та старші. Медіана віку мешканця становила 52,3 року. На 100 осіб жіночої статі у переписній місцевості припадало 103,4 чоловіків;  на 100 жінок у віці від 18 років та старших — 107,7 чоловіків також старших 18 років.
Середній дохід на одне домашнє господарство  становив 41 937 доларів США (медіана — 29 742), а середній дохід на одну сім'ю — 52 033 долари (медіана — 31 690). За межею бідності перебувало 31,7 % осіб, у тому числі 61,0 % дітей у віці до 18 років та 4,9 % осіб у віці 65 років та старших.
Цивільне працевлаштоване населення становило 629 осіб. Основні галузі зайнятості: сільське господарство, лісництво, риболовля — 27,7 %, роздрібна торгівля — 19,9 %, науковці, спеціалісти, менеджери — 14,9 %, мистецтво, розваги та відпочинок — 12,1 %.